# Altitude (film)
Altitude è un film del 2010 diretto da Kaare Andrews.
Il fumettista Kaare Andrews dirige un film horror/fantascientifico distribuito dalla Anchor Bay Entertainment in Nord America, Regno Unito, Australia e Nuova Zelanda.
Il trailer del film è stato presentato in anteprima al 2010 San Diego Comic Con.

## Trama
La giovane Sara, che ha recentemente ottenuto la licenza di pilota, decide di andare in volo ad un concerto con i suoi quattro amici: il suo ragazzo Bruce Parker, suo cugino Cory, la sua migliore amica Mel e il fidanzato di Mel, Sal. Mentre sono in volo, un misterioso guasto meccanico fa perdere a Sara il controllo dell'aereo, il quale inizia un'inspiegabilmente salita graduale che sembra impossibile da fermare. A peggiorare la situazione vi è una tempesta in avvicinamento ed il serbatoio quasi vuoto. Ma i quattro giovani non hanno ancora visto nulla: una forza soprannaturale e misteriosa vuole vederli morti, e solo uno di loro ha i mezzi per fermarla.

## Produzione
Inizialmente Kaare Andrews ha collaborato con il produttore Ian Birkett e suo fratello, lo scrittore Paul A. Birkett, che aveva realizzato una sceneggiatura preliminare. Dopo aver trascorso una giornata in un piccolo aeroporto fuori Vancouver, il trio ha girato "...un falso trailer for no money, you know, come 'Machete', per raccogliere un po' di soldi e immediatamente ha suscitato interesse." Con un "micro-budget" assicurato, ulteriori finanziamenti sono stati forniti da Darclight and Telefilm per aumentare un budget operativo a oltre 3,5  milioni di dollari, abbastanza da realizzare un prodotto credibile. Il concetto di una creatura del cielo faceva parte di un omaggio alle immagini evocate da H. P. Lovecraft.
Altitude è stato girato in parte all'aeroporto di Langley, Columbia Britannica. Il piccolo aereo gemello leggero Piper Chieftain (C-MYZX) che era l'ambientazione principale del film era originariamente una cellula di salvataggio, ma serviva allo scopo anche come set cinematografico, con pannelli e sezioni che potevano essere facilmente rimossi per le riprese nella cabina. La maggior parte delle sequenze aeree è opera della CGI.

## Accoglienza
Molti hanno elogiato la struttura complessivamente interessante, il ritmo costante del film e la svolta inaspettata alla fine del film, molti hanno affermato che la sua originalità e ponderatezza hanno elevato l'esperienza complessiva e la piacevolezza del film. Inoltre, numerosi critici hanno elogiato il modo in cui il film ha creato un'abbondante tensione attraverso numerose tecniche cinematografiche. Inoltre, altri aspetti positivi del film sono stati la sua interessante tecnica cinematografica e gli effetti speciali, nonostante il suo budget sostanzialmente basso per un film horror di questa portata. Hanno affermato che la fusione delle immagini generate al computer e le riprese della fotocamera utilizzate in un luogo così stretto e angusto era piuttosto impressionante e migliore di molti film di grandi dimensioni. Hanno anche elogiato la capacità degli attori di muoversi, combattere, saltare, ecc. Naturalmente, nonostante l'ambiente ristretto in cui stavano circondando. Tuttavia, i revisori si sono affrettati a criticare la sceneggiatura scritta male e la mancanza di caratterizzazione durante il film, diminuendo la godibilità complessiva del film. Un critico ha scritto che "la sceneggiatura sembra (ndr) intenzionata a trascinare (il film) verso il basso".  Altri critici hanno avuto un grave problema con il primo atto del film, con molti che affermavano che era difficile continuare a guardarlo.

## Distribuzione
Altitude è uscito su DVD e Blu-ray il 26 ottobre 2010. La Alliance Films ha distribuito Altitude in Canada. Il film è stato proiettato anche al 28°Turin Film Festival (dal 26 novembre al 4 dicembre 2011).
Il 2 febbraio 2020, Dread Central ha confermato che dovrebbero iniziare le riprese di un sequel, attualmente intitolato Altitude 2 - Altitudier. Le audizioni si terranno in una località sconosciuta a Brighton, nel Regno Unito.

## Riconoscimenti[13]
- 2011 - Leo Awards
  - Best Overall Sound in a Feature Length Drama
  - Best Sound Editing in a Feature Length Drama
  - Candidatura Best Picture Editing in a Feature Length Drama
  - Candidatura Best Musical Score in a Feature Length Drama